# Saint-Martin-d'Hères
Saint-Martin-d'Hères je vzhodno predmestje Grenobla in občina v vzhodnem francoskem departmaju Isère regije Rona-Alpe. Leta 2009 je naselje imelo 35.669 prebivalcev.
V Saint-Martinu se nahaja Univerza Stendhal, visokošolsko regijsko središče.

## Geografija
Kraj leži v pokrajini Daufineji ob državni cesti 87 Rocade sud 5 km jugovzhodno od središča Grenobla; je njegovo največje predmestje.

## Uprava
Saint-Martin-d'Hères je sedež dveh kantonov:
- Kanton Saint-Martin-d'Hères-Jug (del občine Saint-Martin-d'Hères: 12.990 prebivalcev),
- Kanton Saint-Martin-d'Hères-Sever (del občine Saint-Martin-d'Hères: 22.787 prebivalcev).

Oba kantona sta sestavna dela okrožja Grenoble.

## Zanimivosti
- samostan Reda najmanjših bratov sv. Frančiška Pavelskega,
- samostan Notre Dame de la Délivrande,
- cerkev sv. Martina.

## Pobratena mesta
- Zella-Mehlis (Turingija, Nemčija);